# Туманський Федір Антонович
Федір Антонович Туманський (1799 або поч.1800-х рр., в Україні — 5 липня 1853, Белград, Сербія) — російський дипломат, поет-любитель. Троюрідний брат Василя Туманського.
Син остерзького повітового представника дворянства з малоросійського роду Туманських. Освіту отримав в Благородному пансіоні та Московському університеті, потім працював в Міністерстве духовних справ та народної освіти Російської імперії, після — в  Міністерстві іноземних справ Російської імперії.
У 1820-роках Туманський консул в Яссах; звідки переїхав до Кишинева, де проживав Олександр Пушкін. Останні роки життя провів у Белграді, де назначений консулом та помер 5 липня 1853 році статським радником.
Творчість Федора Туманського незначна. Збережено дев'ять віршів. Найвідоміший віршем є «Пташка», перекладений українською Павлом Грабовським у 1895 році.

## Зноски
1. ↑  Русский архив. — 1863. — Т. 1. — С. 984